# Фалез (Ардени)
Фалез (фр. Falaise) насеље је и општина у североисточној Француској у региону Шампањ-Арден, у департману Ардени која припада префектури Вузје.
По подацима из 2011. године у општини је живело 339 становника, а густина насељености је износила 35,61 становника/km². Општина се простире на површини од 9,52 km². Налази се на средњој надморској висини од 120 метара.

## Демографија
| 1962. | 1968. | 1975. | 1982. | 1990. | 1999. | 2011. |
| ----- | ----- | ----- | ----- | ----- | ----- | ----- |
| 290   | 306   | 269   | 253   | 326   | 326   | 339   |

График промене броја становника у току последњих година